# 漣源市
漣源市（れんげん-し）は中華人民共和国湖南省婁底市に位置する県級市。

## 資源
市内は有色金属の品種が多く、石炭、鉄、アンチモンなど豊富な鉱物埋蔵量のことから湖南省重要な鉱工業都市とされており、“有色金属の郷”と讃えられている。
鉱業、冶金が発展しており、機械や建築材料などの産業も栄えている。

## 地理
雪峰山の東南にある麓で地形は丘陵と山地であり、年間平均気温は16℃、年間降水量1328ミリメートル。農業が盛んで米、サツマイモ、柑橘類、茶葉が作られ豚、牛、羊といった家畜も盛んである。

## 行政区画
- 街道：藍田街道、六畝塘街道、石馬山街道
- 鎮：安平鎮、湄江鎮、伏口鎮、橋頭河鎮、湖泉鎮、七星街鎮、楊市鎮、楓坪鎮、斗笠山鎮、白馬鎮、金石鎮、茅塘鎮、荷塘鎮、竜塘鎮、渡頭塘鎮
- 郷：三甲郷、古塘郷

## 交通
鉄道：湘黔線
道路：
- 二広高速安邵段公路(在建)
- 婁新高速
- G207(国道)
- S210(省道)
- S312(省道)